# Granica indonezyjsko-timorska

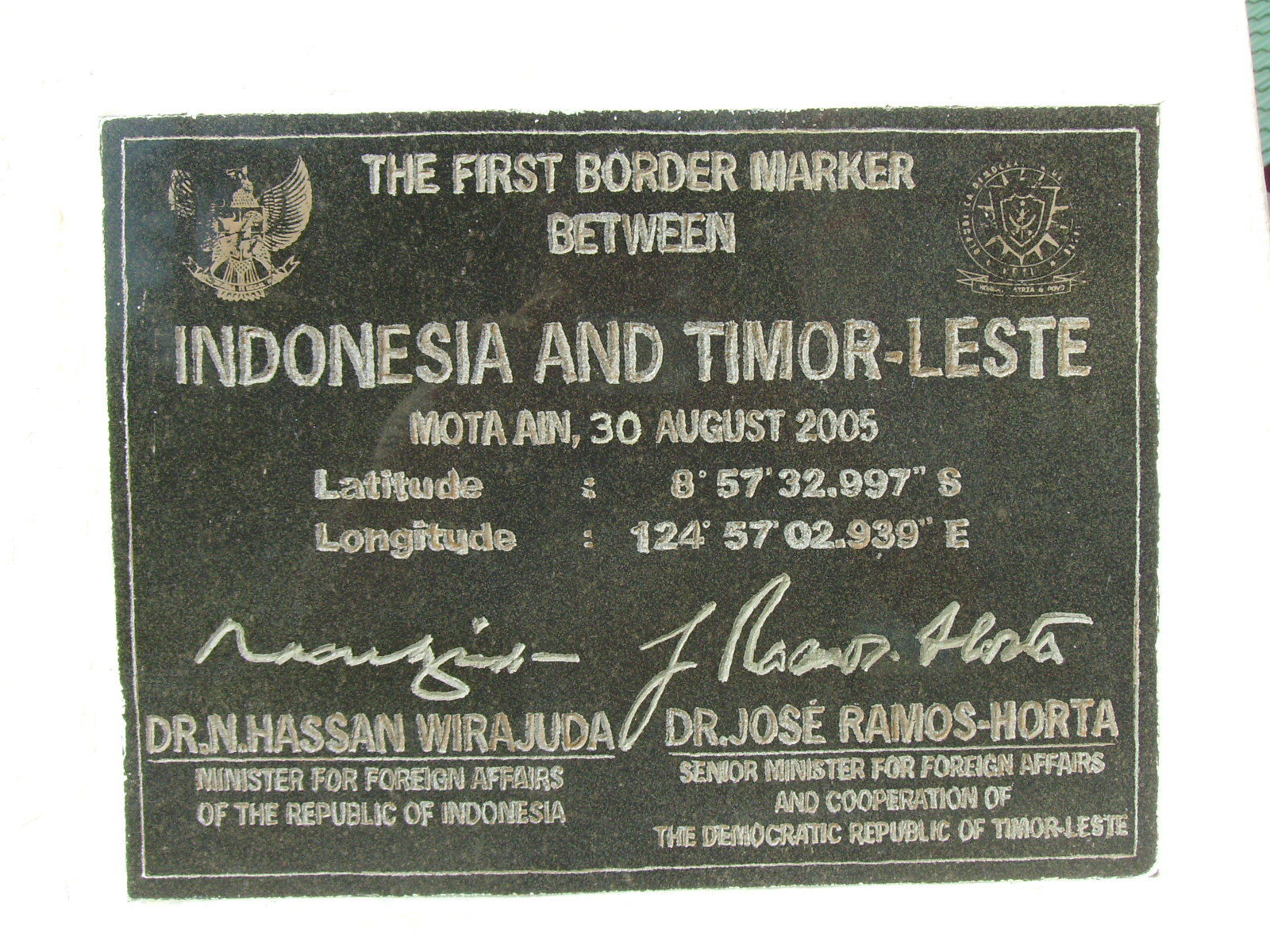
Tablica na pierwszym słupie granicznym w Mota'ain

Granica indonezyjsko-timorska – granica międzypaństwowa dzieląca Indonezję i Timor Wschodni o długości 228 kilometrów. Granica w całym swym przebiegu znajduje się na wyspie Timor.
Granica przecina wyspę z północy na południe.
Początek granicy znajduje się na północnym wybrzeżu wyspy nad Morzem Sawu (Mota’ain, dystrykt Bobonaro), a kończy bieg na południowym wybrzeżu wyspy nad Morzem Timor, w dystrykcie Cova-Lima.
W południowo-zachodniej części wyspy, nad Morzem Sawu, znajduje się otoczona terytorium Indonezji timorska enklawa Oecusse.
Granica powstała po ogłoszeniu niepodległości przez Timor Wschodni w 2002 r., ale ma wcześniejsze pochodzenie.
Wyznaczona została w 1859 roku traktatem portugalsko-holenderskim podpisanym w Lizbonie.
Definitywnie potwierdzona została w 1916 roku. Do 1950 roku była to granica Holenderskich Indii Wschodnich i Timoru Portugalskiego. W latach 1950–1975 była granicą Indonezji i Timoru Portugalskiego. Po zajęciu Timoru Wschodniego przez Indonezję była granicą prowincji Nussa-Tenggara Timur i Timor- Timur.